# ÖBB Nightjet
ÖBB Nightjet is een  merk van de Oostenrijkse treinvervoerder ÖBB voor het netwerk van nachttreinen dat ze uitbaat in samenwerking met de nationale spoorwegmaatschappijen in Centraal- en West-Europa.

## Geschiedenis
Nadat de Deutsche Bahn in het voorjaar van 2016 aankondigde te stoppen met het exploiteren van al zijn klassieke CityNightLine-nachttreinen, kondigde de ÖBB aan dat zij eind 2016 enkele treindiensten over zou nemen. De Deutsche Bahn achtte de treindiensten niet rendabel, de ÖBB meende dat door schaalwerking (de ÖBB had in de dienstregeling 2016 al vele nachttreinverbindingen) en een verbeterd concept meer reizigers aangetrokken zouden kunnen worden. 
De ÖBB heeft 42 slaap- en 15 ligrijtuigen overgenomen van de Deutsche Bahn om de extra treinen te kunnen rijden. In 2017 en 2018 zijn alle bestaande rijtuigen gemoderniseerd, naar het nieuwe concept van de Nightjet. Vanaf 2020 komen nieuwe rijtuigen in dienst, primair op de verbindingen naar Italië. In totaal investeert de ÖBB voor 40 miljoen euro.
Sinds december 2016 worden alle nachttreinen van de ÖBB gereden onder de nieuwe naam Nightjet. Enkele verbindingen in het netwerk worden niet beheerd door de ÖBB, maar door samenwerkende spoorwegmaatschappijen. Deze vervoerders worden binnen de ÖBB-publicaties aangegeven als Nightjet Partner. 
In de ambitie om grote Europese steden dichter naar elkaar toe te trekken met duurzaam vervoer, heeft de nachttrein zijn terugkeer gevonden in Nederland. Sinds 25 mei 2021 rijdt er weer een dagelijkse verbinding op het traject Amsterdam, München, Innsbruck en Wenen.

## Aantal reizigers
Tegen 2026 wil ÖBB het aantal Nightjet-reizigers verdubbelen tot drie miljoen per jaar.

## Materieel
De treinen omvatten in de regel zowel zit-, lig- en slaaprijtuigen. Op bepaalde verbindingen kunnen ook auto's en motoren vervoerd worden.

### Zitrijtuigen
De zitrijtuigen bieden uitsluitend plaatsen in de tweede klasse. Zij vormen de goedkoopste plaatsen in de Nightjet. In elk rijtuig bevindt zich een was- en toiletruimte.

### Ligrijtuigen
De ligrijtuigen bestaan uit compartimenten met ligplaatsen. Qua tarief zitten deze rijtuigen tussen de zit- en slaaprijtuigen in. In elk rijtuig bevindt zich een was- en toiletruimte. Bij een ligrijtuig zijn water en ontbijt inbegrepen.

#### Comfort-couchette (Bbcmvz 59-91.3)
In juli 2022 introduceerden ÖBB en DB nieuw ingerichte ligrijtuigen (couchettes) met zeven slaapcoupés met vier vaste bedden. Er is ook een toegankelijk toilet en een coupé voor twee rolstoelers, plaats voor een kinderwagen en drie fietsen, waardoor in de toekomst op alle Nightjets fietsen mee zouden kunnen. Het gaat in totaal om 22 rijtuigen (omgebouwd uit Bmz-zitrijtuigen 21-91.1). De rijtuigen zullen rijden op de verbindingen Zürich – Berlijn, Zürich – Hamburg, Amsterdam – Innsbruck en Keulen – Wenen.

### Slaaprijtuigen
De slaaprijtuigen bestaan uit compartimenten met slaapplaatsen. Dit zijn de duurste plaatsen op de Nightjet. In de tweede klasse bevindt zich een wastafel in het compartiment, bij de eerste klasse een complete eigen badkamer met douche en toilet. Bij een slaaprijtuig is ontbijt inbegrepen. 

### Nightjet nieuwe generatie
De Nightjet nieuwe generatie (of DANI) is een vaste stam van zeven rijtuigen van het type Siemens Viaggio Next Level, waarvan een tweedeklas zitrijtuig (Bfmpz), een multifunctioneel zitrijtuig met twee klassen, slaapplaatsen voor twee mindervaliden met begeleider  en zes fietsplaatsen (ABbmpvz), drie couchetterijtuigen (Bcmz) en twee slaapwagens (WLAmz). In de zomer van 2024 werden ze ook toegelaten in Nederland, vanwaar ze volgens planning vanaf april 2025 ritten naar Oostenrijk rijden (zonder gebruik van de stuurstand omdat die wel uitgerust zijn met ERTMS maar niet met automatische treinbeïnvloeding).

### Fietsvervoer
Op een aantal Nightjet-treinen kunnen geen fietsen van normaal formaat worden meegenomen. Fietsen kunnen mee op de verbindingen Amsterdam - Zürich, Amsterdam - Wenen/Innsbruck (vanaf de dienstregelingswijziging in december 2022) en verbindingen tussen Oostenrijk en Duitsland of Zwitserland.

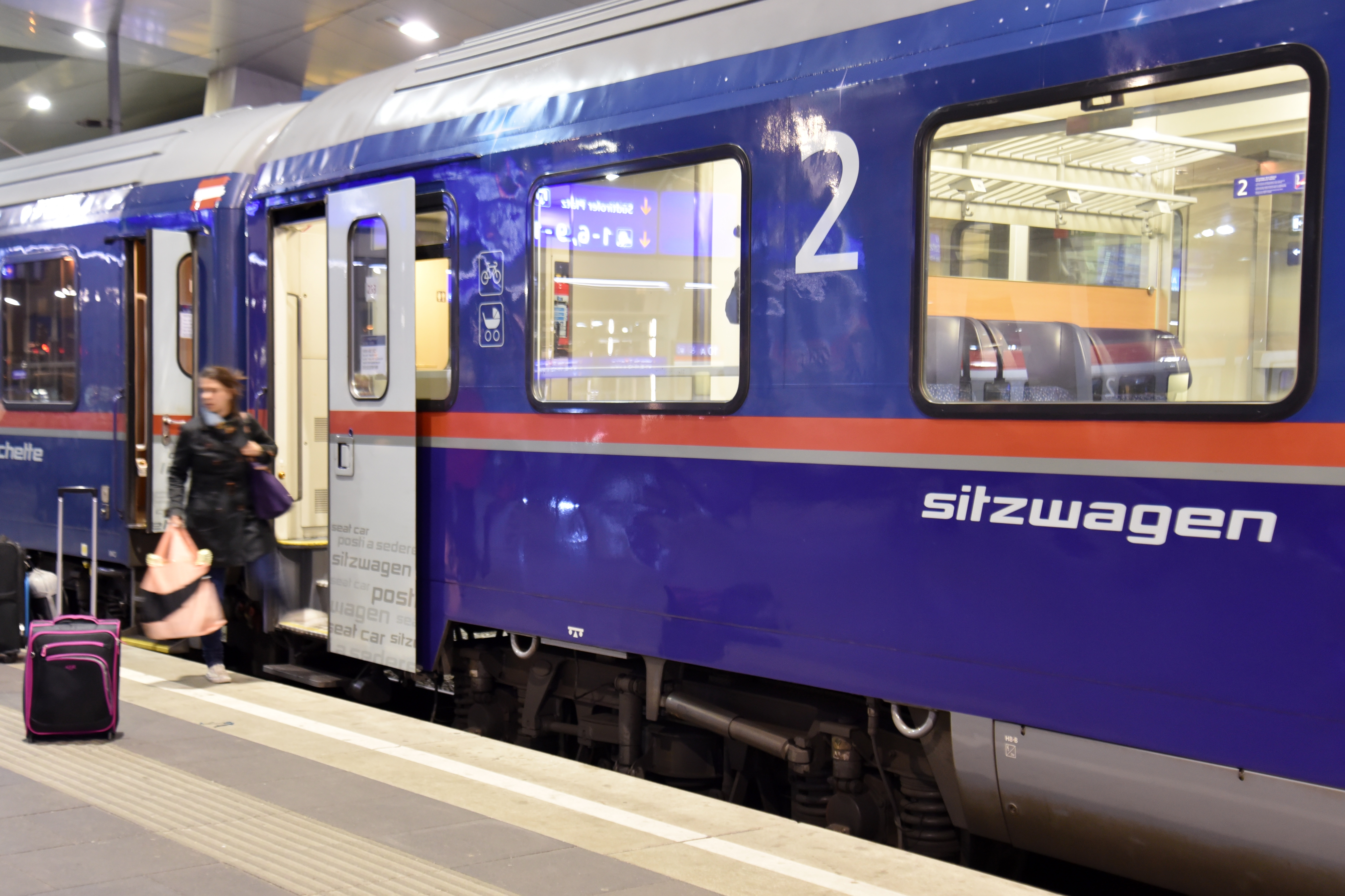
Zitrijtuig
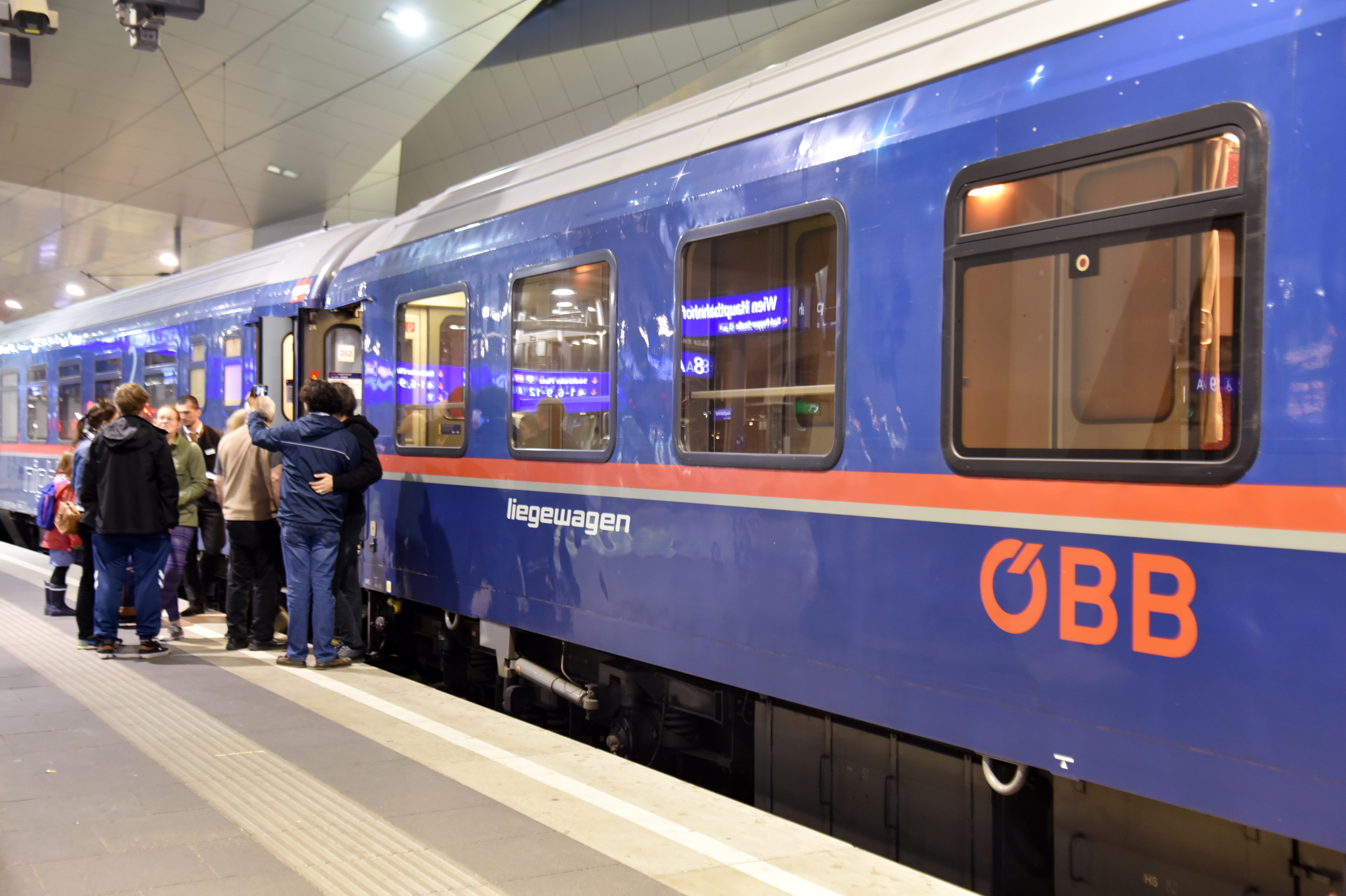
Ligrijtuig
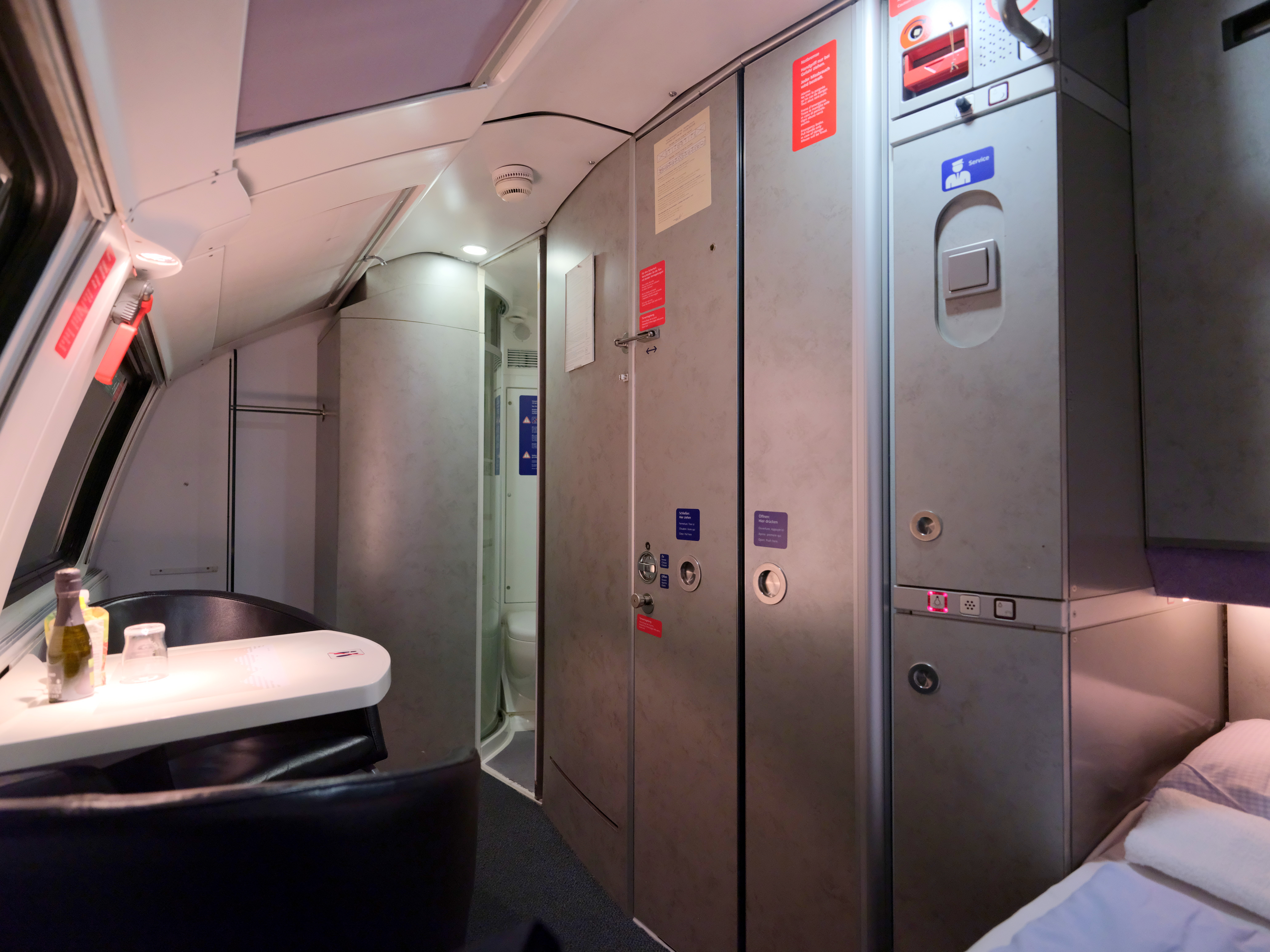
1e klasse compartiment slaaprijtuig
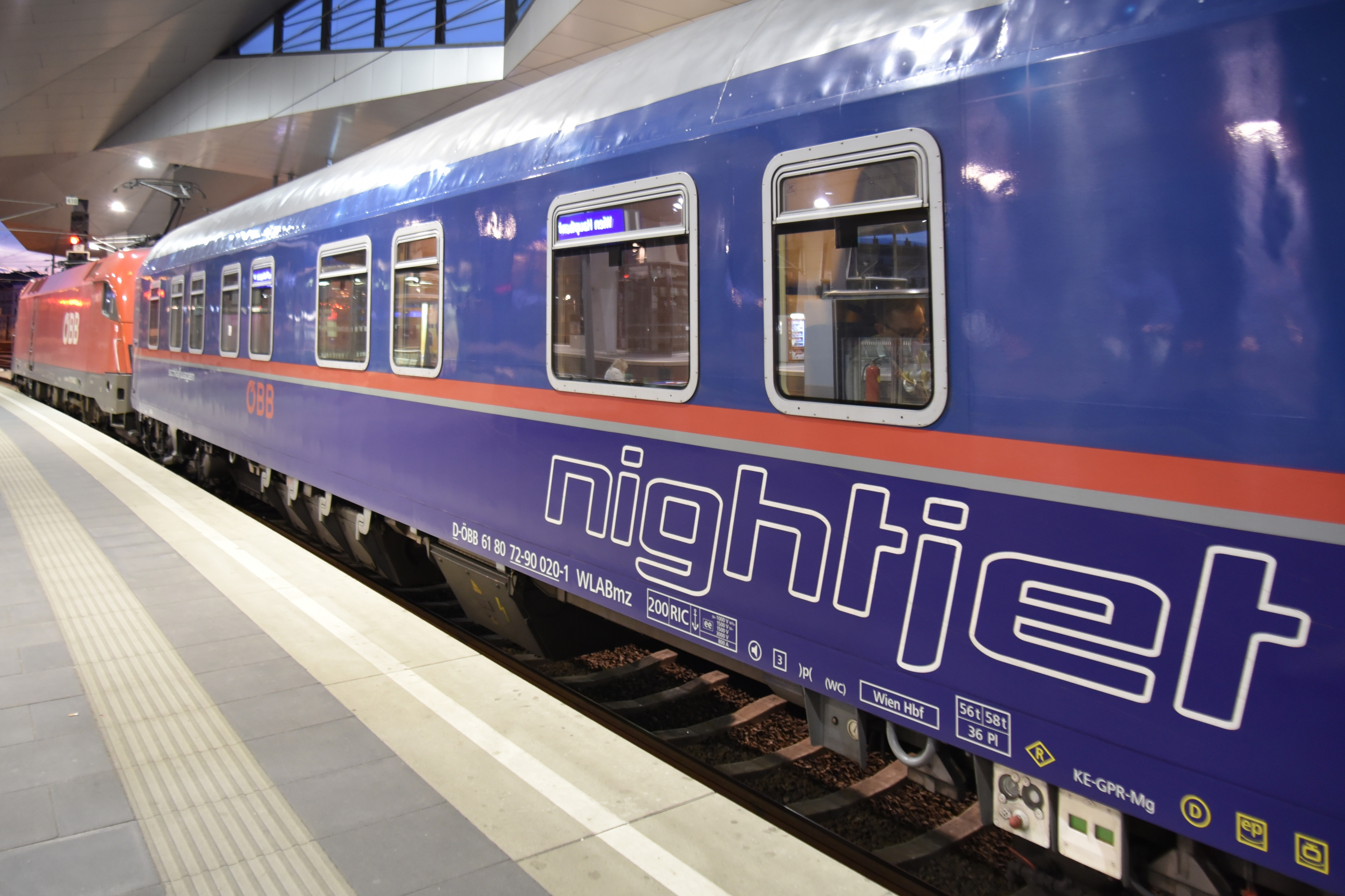
Slaaprijtuig

## Verbindingen
De treindiensten van de Nightjet bedienen naast bestemmingen in het thuisland Oostenrijk ook plaatsen in België, Duitsland, Hongarije, Italië, Kroatië, Nederland, Polen, Slovenië, Slowakije, Tsjechië en Zwitserland. De meeste treinen bestaan bij vertrek uit meerdere treindelen met verschillende eindbestemmingen, die gedurende de nacht worden gesplitst. Hierdoor kunnen meer rechtstreekse verbindingen geboden worden.
| Treinnummer                 | Vervoerder              | Trajectverloop                                            | Startdatum        | Einddatum         | Fietstransport             | Autotransport          | Bijzonderheden                                                            |
| Binnen Oostenrijk           | Binnen Oostenrijk       | Binnen Oostenrijk                                         | Binnen Oostenrijk | Binnen Oostenrijk | Binnen Oostenrijk          | Binnen Oostenrijk      | Binnen Oostenrijk                                                         |
| --------------------------- | ----------------------- | --------------------------------------------------------- | ----------------- | ----------------- | -------------------------- | ---------------------- | ------------------------------------------------------------------------- |
| NJ 246/247                  | ÖBB                     | Wenen – Linz – Innsbruck – Feldkirch – Bregenz            |                   |                   |                            | Wenen – Feldkirch      |                                                                           |
| Van en naar België          |                         |                                                           |                   |                   |                            |                        |                                                                           |
| NJ 424/425                  | ÖBB                     | Innsbruck – München – Nürnberg – Keulen – Brussel-Zuid    | januari 2020      | december 2020     | nee                        | nee                    | Reed enkel in 2020 (met onderbrekingen in juli-augustus en wegens corona) |
| NJ 50490/50425              | ÖBB                     | Wenen – Linz – Nürnberg – Keulen – Brussel-Zuid           | januari 2020      | —                 | nee                        | nee                    |                                                                           |
| NJ 424/425                  |                         | Berlijn - Brussel-Zuid                                    |                   | 26 maart 2025     |                            |                        |                                                                           |
| Van en naar Nederland       |                         |                                                           |                   |                   |                            |                        |                                                                           |
| NJ 40421/40490              | NS Internationaal / ÖBB | Amsterdam – München – Innsbruck / Wenen                   | 25/5/2021         |                   | vanaf december 2022        | nee                    |                                                                           |
| NJ 402/403                  | NS Internationaal / ÖBB | Amsterdam – Basel – Zürich                                | 12/12/2021        |                   | 13 plaatsen                | nee                    |                                                                           |
| Van en naar Duitsland       |                         |                                                           |                   |                   |                            |                        |                                                                           |
| NJ 490/491                  | ÖBB                     | Wenen – Linz – Nürnberg – Hamburg                         |                   |                   | 3 plaatsen                 | Wenen – Hamburg        |                                                                           |
| NJ 40490/40421              | ÖBB                     | Wenen – Linz – Nürnberg – Düsseldorf                      |                   |                   |                            | Wenen – Düsseldorf     |                                                                           |
| NJ 40420/40491              | ÖBB                     | Innsbruck – München – Nürnberg – Hamburg                  |                   |                   | 3 plaatsen                 | Innsbruck – Hamburg    |                                                                           |
| NJ 420/421                  | ÖBB                     | Innsbruck – München – Nürnberg – Düsseldorf               |                   |                   |                            | Innsbruck – Düsseldorf |                                                                           |
| EN 40406/40477              | MÁV                     | Wenen – Dresden – Berlijn                                 |                   |                   |                            |                        |                                                                           |
| Van en naar Italië          |                         |                                                           |                   |                   |                            |                        |                                                                           |
| NJ 40233/40294              | ÖBB                     | Wenen – Villach – Florence – Rome                         |                   |                   |                            |                        |                                                                           |
| NJ 233/235                  | ÖBB                     | Wenen – Villach – Verona – Milaan                         |                   |                   |                            | Wenen – Verona         |                                                                           |
| NJ 1237/1234                | ÖBB                     | Wenen – Villach – Florence – Livorno                      |                   |                   |                            | Wenen – Livorno        | Alleen van april tot oktober                                              |
| NJ 237/236                  | ÖBB                     | Wenen – Linz – Venetië                                    |                   |                   |                            |                        |                                                                           |
| NJ 295/294                  | ÖBB                     | München – Salzburg – Florence – Rome                      |                   |                   |                            |                        |                                                                           |
| NJ 40295/40235              | ÖBB                     | München – Salzburg – Verona – Milaan                      |                   |                   |                            |                        |                                                                           |
| NJ 40463/40236              | ÖBB                     | München – Salzburg – Treviso – Venetië                    |                   |                   |                            |                        |                                                                           |
| Van en naar Centraal-Europa |                         |                                                           |                   |                   |                            |                        |                                                                           |
| EN 462/463                  | MÁV                     | Boedapest – Wenen – Linz – München                        |                   |                   |                            |                        |                                                                           |
| EN 50463/498                | HŽ                      | München – Ljubljana – Zagreb                              |                   |                   |                            |                        |                                                                           |
| EN 60463/480                | HŽ                      | München – Opatija – Rijeka                                |                   |                   |                            |                        |                                                                           |
| EN 406/407                  | PKP                     | Wenen – Ostrava – Katowice – Warschau                     |                   |                   |                            |                        |                                                                           |
| EN 50406/50402              | PKP                     | Wenen – Ostrava – Krakau                                  |                   |                   |                            |                        |                                                                           |
| EN 60406/60444              | ZSSK                    | Wenen – Poprad – Košice                                   |                   |                   |                            |                        |                                                                           |
| Van en naar Zwitserland     |                         |                                                           |                   |                   |                            |                        |                                                                           |
| NJ 466/467                  | ÖBB                     | Wenen – Linz – Innsbruck – Feldkirch – Zürich             |                   |                   | 3 plaatsen                 |                        |                                                                           |
| EN 40466/40467              | ÖBB                     | Boedapest – Wenen – Linz – Innsbruck – Feldkirch – Zürich |                   |                   |                            |                        |                                                                           |
| EN 50466/50467              | ČD                      | Praag – Linz – Innsbruck – Feldkirch – Zürich             |                   |                   |                            |                        | Alleen zit- en slaaprijtuigen                                             |
| NJ 464/465                  | ÖBB                     | Graz – Leoben – Innsbruck – Feldkirch – Zürich            |                   |                   | 3 plaatsen sinds juni 2022 | Graz – Feldkirch       |                                                                           |
| EN 414/40465                | HŽ                      | Zagreb – Ljubljana – Villach – Feldkirch – Zürich         |                   |                   |                            |                        |                                                                           |
| NJ 470/471                  | ÖBB                     | Hamburg – Berlijn – Mannheim – Basel – Zürich             |                   |                   | 3 plaatsen                 |                        |                                                                           |